# Matthias A. Chimole
Matthias A. Chimole (* 1916 in Nakhwala; † 18. November 2005 in Lilongwe) war Erzbischof von Lilongwe in Malawi.

## Leben
Matthias A. Chimole empfing nach seiner philosophischen und theologischen Ausbildung an den Priesterseminaren in Nankunda und Kachebere am 21. September 1947 die Priesterweihe und war bis 1970 Seelsorger in Zomba.
1962 gründete er die Mngonoonda Thrift and Credit, die erste Genossenschaftsbank in Malawi, die jedoch erfolglos blieb.
Am 21. September 1970 wurde er von Papst Paul VI. zum Bischof von Zomba ernannt. Die Bischofsweihe spendete ihm am 13. Dezember der Erzbischof von Blantyre, James Chiona; Konsekratoren waren Jean-Louis Jobidon MAfr, Bischof von Mzuzu, und Eugen Vroemen SMM, Bischof von Chikwawa. Am 20. Dezember 1979 wurde er von Papst Johannes Paul II. zum Bischof von Lilongwe ernannt.
Chimole war einer der Wortführer in der Bischofskonferenz von Malawi. 1974 wurde er Präsident des Christian Service Committee of the Churches in Malawi.
Ein von Bischof Chimole und anderen Bischöfen Malawis unterschriebener Hirtenbrief vom 8. März 1992, in dem Menschenrechtsverletzungen der Regierung und soziale Ungerechtigkeiten aufgezeigt wurden, erweckte das massive Missfallen der regierenden Malawi Congress Party bis hin zu offen Morddrohungen.
Am 11. November 1994 trat er in den altersbedingten Ruhestand und lebte bis zu seinem Tod am 18. November 2005 in einem Heim für pensionierte Geistliche in Lilongwe.